# Eugène de Savoye
Pour les articles homonymes, voir Savoye.
L'écuyer Eugène Auguste Aimé Joseph de Savoye, né le 6 octobre 1852 à Liège et mort le 7 janvier 1916 à Soignies, est un homme politique belge.

## Biographie
Eugène de Savoye est docteur en droit et commissaire d'arrondissement. Il est sénateur de l'arrondissement de Mons-Soignies de 1912 à 1916.
Il obtient en 1910 concession de noblesse.